# Operación Puerto
Operación Puerto, eller Fuentesaffären, kallas den utredning av den spanska polisen mot doktor Eufemiano Fuentes där han påstås ha hjälpt ett flertal idrottsmän att dopa sig. Utredningen fick stor uppmärksamhet före Tour de France 2006 då det visade sig att tre av huvudfavoriterna i tävlingen pekades ut i utredningen och stängdes av.

## Händelseförlopp
Historien om Operación Puerto började i mars 2004 när den spanska cyklisten Jesús Manzano berättade för den spanska tidningen As om systematisk dopning i hans tidigare stall Kelme. De anklagelser som han riktade mot människor i stallet ledde till att dessa utfrågades i april 2004, vilket inkluderade Kelmes stalldoktor Eufemiano Fuentes, den tidigare stalläkaren Walter Virú och Alfredo Córdova, som arbetade för Liberty Seguros men som hade varit involverad med Kelme under 2003.
I början av 2006 startade en utredning kring Fuentes av den spanska anti-dopningsavdelningen i Guardia Civil.
Utredningen inleddes den 23 maj 2006, då sportdirektören för cykellaget Liberty Seguros-Würth Manolo Saiz greps tillsammans med Eufemiano Fuentes och tre andra greps i Madrid misstänkta för dopningsbrott.
I samband med gripandet av Fuentes gjordes husrannsakan i lägenheter som tillhörde honom och hans kollegor och man hittade ungefär tusen doser anabola steroider, hundra paket med blod och maskiner att manipulera det med och genomföra transfusioner.
Totalt blev 200 idrottare utsatta för utredning varav cirka 50 cyklister. De mest kända var Jan Ullrich och Ivan Basso. 

### Fallet läggs ner
I mars 2007 meddelade en spansk domstol att fallet läggs ner eftersom dopning inte är straffbart. Men UCI sade att de skulle kunna komma att använda utredningsmaterialet för att stänga av cyklister senare. Så har exempelvis den italienska olympiska kommittén, CONI, med hjälp av blod som samlats in på Fuentes kontor stängt av spanjoren Alejandro Valverde under två år i Italien.

### DNA-tester och erkännanden
Efter ett DNA-test vet man att några av blodpåsarna tillhörde stjärnan Jan Ullrich. Även Ivan Basso och Michele Scarponi har erkänt att deras blod också fanns hos Fuentes, och att anledningen till detta var att bloddopa sig.
I slutet av juli kom beskedet att den tyske cyklisten Jörg Jaksche skulle medverka i en exklusiv intervju för Der Spiegel. I intervjun erkände han att han har varit klient hos den spanska dopingdoktorn Eufemiano Fuentes. Bella Jorge, som han kallades på Fuentes-lista över klienter, berättade att han börjat använda EPO redan under sitt första år som professionell.

### Rättegången 2013
I januari 2013, nästan sju år efter husrannsakan mot Fuentes klinik, inleddes en rättegång i Madrid mot Fuentes och fem medåtalade. Åtalet gällde äventyrande av andra människors hälsa som kan ge upp till två års fängelse. De misstänkta var: Eufemiano och Yolanda Fuentes, José Luis Merino Batres, Ignacio Labarta, den tidigare sportdirektören i ONCE Manolo Saiz och den tidigare sportdirektören i Kelme Vicente Belda.

## Cyklister som tros / har misstänkts vara inblandade i Operación Puerto

### Ag2r Prévoyance
- Francisco Mancebo

### Astana
- Allan Davis
- Joseba Beloki
- Alberto Contador
- David Etxebarria
- Jörg Jaksche
- Isidro Nozal
- Unai Osa
- Sérgio Paulinho
- Michele Scarponi
- Marcos Serrano
- Ángel Vicioso

### Caisse d'Epargne-Illes Balears
- Constantino Zaballa
- Alejandro Valverde

### Comunidad Valenciana
- Vicente Ballester
- David Bernabeu
- David Blanco
- José Adrián Bonilla
- Juan Gomis
- Eladio Jiménez
- David Latasa
- Javier Pascual Rodríguez
- Rubén Plaza
- Claudio José Casas

### Team CSC
- Ivan Basso

### Phonak Hearing Systems
- Santiago Botero
- José Enrique Gutiérrez
- José Ignacio Gutiérrez

### Saunier Duval-Prodir
- Carlos Zárate
- Koldo Gil

### T-Mobile Team
- Óscar Sevilla
- Jan Ullrich
- Rudy Pevenage

### Unibet.com
- Carlos García Quesada

### Cyklister som redan var under avstängning eller hade avslutat sina karriärer
- Ángel Casero
- Tyler Hamilton
- Roberto Heras
- Santiago Pérez
- Igor González de Galdeano
- Aitor González